# Círculo eleitoral de Lisboa
Círculo eleitoral de Lisboa é um dos 22 círculos eleitorais plurinominais da Assembleia da República. O círculo eleitoral foi estabelecido em 1976, quando a Assembleia da República foi estabelecida pela constituição de 1976 após a restauração da democracia. Abrange o distrito de Lisboa e os seu 16 municípios. O círculo eleitoral atualmente elege 48 dos 230 membros da Assembleia da República usando o sistema eleitoral de representação proporcional de lista partidária fechada. Nas eleições legislativas de 2024, teve 1.915.287 eleitores registrados.

## Sistema eleitoral
Lisboa elege atualmente 48 dos 230 deputados à Assembleia da República, cerca de 21% da composição total do Parlamento português, segundo o sistema eleitoral de representação proporcional de lista fechada. A atribuição dos lugares é efetuada segundo o método D'Hondt. 

## Resultados das eleições
| Ano  | %    | D   | %           | D           | %       | D       | %      | D      | %       | D       | %       | D       | %    | D  | %    | D   | %       | D       | %    | D   | %   | D   | %    | D    | %   | D   | %       | D       | % | D | %  | D  | %  | D  |
| Ano  | PS   | PS  | PCP/APU/CDU | PCP/APU/CDU | PPD/PSD | PPD/PSD | CDS-PP | CDS-PP | MDP/CDE | MDP/CDE | UDP     | UDP     | AD   | AD | FRS  | FRS | UDP-PSR | UDP-PSR | PRD  | PRD | PSN | PSN | B.E. | B.E. | PAN | PAN | PSD CDS | PSD CDS | L | L | IL | IL | CH | CH |
| ---- | ---- | --- | ----------- | ----------- | ------- | ------- | ------ | ------ | ------- | ------- | ------- | ------- | ---- | -- | ---- | --- | ------- | ------- | ---- | --- | --- | --- | ---- | ---- | --- | --- | ------- | ------- | - | - | -- | -- | -- | -- |
| 1975 | 46,0 | 29  | 18,9        | 11          | 15,0    | 9       | 4,8    | 3      | 4,1     | 2       | 1,7     | 1       |      |    |      |     |         |         |      |     |     |     |      |      |     |     |         |         |   |   |    |    |    |    |
| 1976 | 38,3 | 25  | 21,9        | 14          | 16,3    | 10      | 13,0   | 8      |         |         | 2,6     | 1       |      |    |      |     |         |         |      |     |     |     |      |      |     |     |         |         |   |   |    |    |    |    |
| 1979 | 25,8 | 15  | 26,1        | 16          | AD      | AD      | AD     | AD     | APU     | APU     | 2,7     | 1       | 39,9 | 24 |      |     |         |         |      |     |     |     |      |      |     |     |         |         |   |   |    |    |    |    |
| 1980 | FRS  | FRS | 23,1        | 13          | AD      | AD      | AD     | AD     | APU     | APU     | 1,7     | 1       | 41,6 | 25 | 28,1 | 17  |         |         |      |     |     |     |      |      |     |     |         |         |   |   |    |    |    |    |
| 1983 | 35,7 | 21  | 25,3        | 15          | 21,8    | 13      | 11,7   | 7      | APU     | APU     | UDP-PSR | UDP-PSR |      |    |      |     | 1,3     | –       |      |     |     |     |      |      |     |     |         |         |   |   |    |    |    |    |
| 1985 | 19,8 | 12  | 20,1        | 12          | 25,6    | 15      | 8,0    | 4      | APU     | APU     | 1,6     | –       |      |    | 21,2 | 13  |         |         |      |     |     |     |      |      |     |     |         |         |   |   |    |    |    |    |
| 1987 | 21,2 | 12  | 16,5        | 10          | 45,8    | 28      | 3,7    | 2      | 0,7     | –       | 1,4     | –       | 6,9  | 4  |      |     |         |         |      |     |     |     |      |      |     |     |         |         |   |   |    |    |    |    |
| 1991 | 29,7 | 16  | 12,2        | 6           | 45,3    | 25      | 4,0    | 2      |         |         | –       | –       | 0,6  | –  | 2,6  | 1   |         |         |      |     |     |     |      |      |     |     |         |         |   |   |    |    |    |    |
| 1995 | 44,1 | 24  | 12,0        | 6           | 29,0    | 15      | 9,4    | 5      | 0,6     | –       |         |         | 0,2  | –  |      |     |         |         |      |     |     |     |      |      |     |     |         |         |   |   |    |    |    |    |
| 1999 | 42,6 | 23  | 12,3        | 6           | 27,3    | 14      | 8,5    | 4      |         |         | 0,2     | –       | 4,9  | 2  |      |     |         |         |      |     |     |     |      |      |     |     |         |         |   |   |    |    |    |    |
| 2002 | 38,7 | 20  | 8,8         | 4           | 35,6    | 18      | 8,5    | 4      |         |         | 4,7     | 2       |      |    |      |     |         |         |      |     |     |     |      |      |     |     |         |         |   |   |    |    |    |    |
| 2005 | 44,1 | 23  | 9,7         | 5           | 23,6    | 12      | 8,2    | 4      | 8,8     | 4       |         |         |      |    |      |     |         |         |      |     |     |     |      |      |     |     |         |         |   |   |    |    |    |    |
| 2009 | 36,4 | 19  | 9,9         | 5           | 25,1    | 13      | 11,0   | 5      | 10,8    | 5       |         |         |      |    |      |     |         |         |      |     |     |     |      |      |     |     |         |         |   |   |    |    |    |    |
| 2011 | 27,5 | 14  | 9,6         | 5           | 34,1    | 18      | 13,8   | 7      | 5,7     | 3       | 1,4     | –       |      |    |      |     |         |         |      |     |     |     |      |      |     |     |         |         |   |   |    |    |    |    |
| 2015 | 33,5 | 18  | 9,8         | 5           | CDS     | CDS     | PSD    | PSD    | 10,9    | 5       | 2,0     | 1       | 34,7 | 18 | 1,3  | –   |         |         |      |     |     |     |      |      |     |     |         |         |   |   |    |    |    |    |
| 2019 | 36,8 | 20  | 7,8         | 4           | 22,6    | 12      | 4,4    | 2      | 9,7     | 5       | 4,4     | 2       |      |    | 2,1  | 1   | 2,5     | 1       | 2,0  | 1   |     |     |      |      |     |     |         |         |   |   |    |    |    |    |
| 2022 | 40,8 | 21  | 5,1         | 2           | 24,2    | 13      | 1,7    | –      | 4,7     | 2       | 2,0     | 1       | 2,4  | 1  | 7,9  | 4   | 7,8     | 4       |      |     |     |     |      |      |     |     |         |         |   |   |    |    |    |    |
| 2024 | 27,7 | 15  | 3,7         | 2           | AD      | AD      | AD     | AD     | 27,0    | 14      | 5,0     | 2       | 2,5  | 1  | 5,5  | 2   | 6,6     | 3       | 17,0 | 9   |     |     |      |      |     |     |         |         |   |   |    |    |    |    |

## Deputados Eleitos pelo Círculo eleitoral de Lisboa
| #  | Eleições no Círculo eleitoral de Lisboa | Eleições no Círculo eleitoral de Lisboa | Eleições no Círculo eleitoral de Lisboa | Eleições no Círculo eleitoral de Lisboa | Eleições no Círculo eleitoral de Lisboa | Eleições no Círculo eleitoral de Lisboa | Eleições no Círculo eleitoral de Lisboa | Eleições no Círculo eleitoral de Lisboa | Eleições no Círculo eleitoral de Lisboa | Eleições no Círculo eleitoral de Lisboa | Eleições no Círculo eleitoral de Lisboa | Eleições no Círculo eleitoral de Lisboa | Eleições no Círculo eleitoral de Lisboa | Eleições no Círculo eleitoral de Lisboa | Eleições no Círculo eleitoral de Lisboa | Eleições no Círculo eleitoral de Lisboa | Eleições no Círculo eleitoral de Lisboa | Eleições no Círculo eleitoral de Lisboa | Eleições no Círculo eleitoral de Lisboa | Eleições no Círculo eleitoral de Lisboa | Eleições no Círculo eleitoral de Lisboa | Eleições no Círculo eleitoral de Lisboa | Eleições no Círculo eleitoral de Lisboa | Eleições no Círculo eleitoral de Lisboa | Eleições no Círculo eleitoral de Lisboa | Eleições no Círculo eleitoral de Lisboa | Eleições no Círculo eleitoral de Lisboa | Eleições no Círculo eleitoral de Lisboa | Eleições no Círculo eleitoral de Lisboa | Eleições no Círculo eleitoral de Lisboa | Eleições no Círculo eleitoral de Lisboa | Eleições no Círculo eleitoral de Lisboa | Eleições no Círculo eleitoral de Lisboa | Eleições no Círculo eleitoral de Lisboa |
| #  | 2024                                    | 2024                                    | 2022                                    | 2022                                    | 2019                                    | 2019                                    | 2015                                    | 2015                                    | 2011                                    | 2011                                    | 2009                                    | 2009                                    | 2005                                    | 2005                                    | 2002                                    | 2002                                    | 1999                                    | 1999                                    | 1995                                    | 1995                                    | 1991                                    | 1991                                    | 1987                                    | 1987                                    | 1985                                    | 1985                                    | 1983                                    | 1983                                    | 1980                                    | 1980                                    | 1979                                    | 1979                                    | 1976                                    | 1976                                    |
| -- | --------------------------------------- | --------------------------------------- | --------------------------------------- | --------------------------------------- | --------------------------------------- | --------------------------------------- | --------------------------------------- | --------------------------------------- | --------------------------------------- | --------------------------------------- | --------------------------------------- | --------------------------------------- | --------------------------------------- | --------------------------------------- | --------------------------------------- | --------------------------------------- | --------------------------------------- | --------------------------------------- | --------------------------------------- | --------------------------------------- | --------------------------------------- | --------------------------------------- | --------------------------------------- | --------------------------------------- | --------------------------------------- | --------------------------------------- | --------------------------------------- | --------------------------------------- | --------------------------------------- | --------------------------------------- | --------------------------------------- | --------------------------------------- | --------------------------------------- | --------------------------------------- |
| 1  |                                         | Mariana Vieira da Silva                 |                                         | António Costa                           |                                         | António Costa                           |                                         | Pedro Passos Coelho                     |                                         | Fernando Nobre                          |                                         | Jaime Gama                              |                                         | Jaime Gama                              |                                         | Eduardo Ferro Rodrigues                 |                                         | António de Almeida Santos               |                                         | António de Almeida Santos               |                                         | Aníbal Cavaco Silva                     |                                         | Aníbal Cavaco Silva                     |                                         | Aníbal Cavaco Silva                     |                                         | Mário Soares                            |                                         | Francisco Sá Carneiro                   |                                         | Francisco Sá Carneiro                   |                                         | Mário Soares                            |
| 2  |                                         | Luís Montenegro                         |                                         | Ricardo Baptista Leite                  |                                         | Filipa Roseta                           |                                         | António Costa                           |                                         | Eduardo Ferro Rodrigues                 |                                         | Manuela Ferreira Leite                  |                                         | Pedro Santana Lopes                     |                                         | José Durão Barroso                      |                                         | José Durão Barroso                      |                                         | José Durão Barroso                      |                                         | Jorge Sampaio                           |                                         | Rui Machete                             |                                         | Carlos Corrêa Gago                      |                                         | Álvaro Cunhal                           |                                         | Mário Soares                            |                                         | Álvaro Cunhal                           |                                         | Mário Sottomayor Cardia                 |
| 3  |                                         | André Ventura                           |                                         | Edite Estrela                           |                                         | Edite Estrela                           |                                         | Paulo Portas                            |                                         | Paula Teixeira da Cruz                  |                                         | Alberto Costa                           |                                         | Manuel Alegre                           |                                         | Jaime Gama                              |                                         | Jaime Gama                              |                                         | Jaime Gama                              |                                         | Mário Montalvão Machado                 |                                         | Vítor Constâncio                        |                                         | Álvaro Cunhal                           |                                         | Nuno Rodrigues dos Santos               |                                         | Álvaro Cunhal                           |                                         | Mário Soares                            |                                         | Álvaro Cunhal                           |
| 4  |                                         | Marcos Perestrello                      |                                         | Mariana Vieira da Silva                 |                                         | Eduardo Ferro Rodrigues                 |                                         | Eduardo Ferro Rodrigues                 |                                         | Teresa Caeiro                           |                                         | Luís Marques Guedes                     |                                         | Maria de Belém Roseira                  |                                         | Manuela Ferreira Leite                  |                                         | João Soares                             |                                         | João Carvinho                           |                                         | Rui Machete                             |                                         | Álvaro Cunhal                           |                                         | Mário Soares                            |                                         | Manuel Alfredo Tito de Morais           |                                         | Diogo Freitas do Amaral                 |                                         | Diogo Freitas do Amaral                 |                                         | Francisco Marcelo Curto                 |
| 5  |                                         | Joaquim Miranda Sarmento                |                                         | José Silvano                            |                                         | José Silvano                            |                                         | Paula Teixeira da Cruz                  |                                         | Alberto Costa                           |                                         | Inês de Medeiros                        |                                         | Manuel Dias Loureiro                    |                                         | Manuel Alegre                           |                                         | Álvaro Barreto                          |                                         | Joaquim Ferreira do Amaral              |                                         | Jaime Gama                              |                                         | Fernando Correia Afonso                 |                                         | Francisco Pinto Balsemão                |                                         | José Manuel Tengarrinha                 |                                         | António de Sousa Franco                 |                                         | Gonçalo Ribeiro Telles                  |                                         | Joaquim Magalhães Mota                  |
| 6  |                                         | Fernando Medina                         |                                         | Duarte Cordeiro                         |                                         | Mariana Mortágua                        |                                         | Helena Roseta                           |                                         | Paulo Mota Pinto                        |                                         | Teresa Caeiro                           |                                         | Jorge Coelho                            |                                         | Álvaro Barreto                          |                                         | Carlos Carvalhas                        |                                         | Carlos Carvalhas                        |                                         | Carlos Carvalhas                        |                                         | Leonardo Ribeiro de Almeida             |                                         | José Medeiros Ferreira                  |                                         | Jaime Gama                              |                                         | Gonçalo Ribeiro Telles                  |                                         | Otávio Pato                             |                                         | Joaquim Catanho de Menezes              |
| 7  |                                         | Ana Paula Martins                       |                                         | Fernando Medina                         |                                         | Mariana Vieira da Silva                 |                                         | Mariana Mortágua                        |                                         | Jerónimo de Sousa                       |                                         | Francisco Louçã                         |                                         | Jerónimo de Sousa                       |                                         | Edite Estrela                           |                                         | Edite Estrela                           |                                         | Raul Rego                               |                                         | António Capucho                         |                                         | Manuel Alfredo Tito de Morais           |                                         | José Manuel Tengarrinha                 |                                         | Francisco Lucas Pires                   |                                         | José Manuel Tengarrinha                 |                                         | Teófilo Carvalho dos Santos             |                                         | Diogo Freitas do Amaral                 |
| 8  |                                         | Rui Paulo Sousa                         |                                         | Isabel Maria Meireles                   |                                         | Jerónimo de Sousa                       |                                         | Jerónimo de Sousa                       |                                         | Maria de Belém Roseira                  |                                         | Jerónimo de Sousa                       |                                         | João Soares                             |                                         | Pedro Roseta                            |                                         | Manuela Ferreira Leite                  |                                         | Fernando Faria de Oliveira              |                                         | Jaime Gama                              |                                         | Pedro Santana Lopes                     |                                         | Manuel Alfredo Tito de Morais           |                                         | António Capucho                         |                                         | José Ribeiro e Castro                   |                                         | José Medeiros Ferreira                  |                                         | Carlos Brito                            |
| 9  |                                         | Marta Temido                            |                                         | João Cotrim de Figueiredo               |                                         | Pedro Augusto Cunha Pinto               |                                         | Luís Marques Guedes                     |                                         | José de Matos Correia                   |                                         | José Vera Jardim                        |                                         | Francisco Louçã                         |                                         | Carlos Carvalhas                        |                                         | António Costa                           |                                         | Luís Nobre Guedes                       |                                         | Pedro Roseta                            |                                         | Otávio Pato                             |                                         | Rui Machete                             |                                         | António Lopes Cardoso                   |                                         | António Lopes Cardoso                   |                                         | Carlos Brito                            |                                         | José Medeiros Ferreira                  |
| 10 |                                         | Paulo Núncio                            |                                         | André Ventura                           |                                         | Mário Centeno                           |                                         | Marcos Perestrello                      |                                         | Pedro Mota Soares                       |                                         | José de Matos Correia                   |                                         | Telmo Correia                           |                                         | Telmo Correia                           |                                         | Luís Nobre Guedes                       |                                         | Edite Estrela                           |                                         | Pedro Santana Lopes                     |                                         | Rui Carp                                |                                         | Francisco Lucas Pires                   |                                         | Otávio Pato                             |                                         | Aníbal Cavaco Silva                     |                                         | Vítor Constâncio                        |                                         | Artur Cunha Leal                        |
| 11 |                                         | Bernardo Blanco                         |                                         | Graça Fonseca                           |                                         | Graça Fonseca                           |                                         | José de Matos Correia                   |                                         | Jorge Lacão                             |                                         | Vitalino Canas                          |                                         | Helena Lopes da Costa                   |                                         | Jorge Coelho                            |                                         | Joaquim Pina Moura                      |                                         | Jorge Coelho                            |                                         | António Lopes Cardoso                   |                                         | Jaime Gama                              |                                         | José Carlos Vasconcelos                 |                                         | Pedro Santana Lopes                     |                                         | Otávio Pato                             |                                         | Pedro Vasconcelos                       |                                         | Alberto Arons de Carvalho               |
| 12 |                                         | Marta Silva                             |                                         | Joaquim Miranda Sarmento                |                                         | Isabel Maria Meireles                   |                                         | Júlio Miranda Calha                     |                                         | Maria José Nogueira Pinto               |                                         | Maria José Nogueira Pinto               |                                         | Leonor Coutinho                         |                                         | Maria Eduarda Azevedo                   |                                         | José Luís Arnaut                        |                                         | Arlindo de Carvalho                     |                                         | Álvaro Barreto                          |                                         | António Ramalho Eanes                   |                                         | Otávio Pato                             |                                         | Walter Rosa                             |                                         | Teófilo Carvalho dos Santos             |                                         | Nuno Rodrigues dos Santos               |                                         | Emídio Pinheiro                         |
| 13 |                                         | Pedro Delgado Alves                     |                                         | Miguel Costa Matos                      |                                         | João Gomes Cravinho                     |                                         | Ana Rita Bessa                          |                                         | Francisco Louçã                         |                                         | Celeste Correia                         |                                         | Eduardo Ferro Rodrigues                 |                                         | João Soares                             |                                         | Bernardino Soares                       |                                         | Alberto Costa                           |                                         | Domingos Abrantes                       |                                         | Rui Almeida Mendes                      |                                         | Jaime Gama                              |                                         | Anselmo Aníbal                          |                                         | Pedro Vasconcelos                       |                                         | José Manuel Tengarrinha                 |                                         | Georgette Ferreira                      |
| 14 |                                         | Rui Tavares                             |                                         | Sérgio Monte                            |                                         | Pedro Filipe Soares                     |                                         | Maria da Luz Rosinha                    |                                         | Assunção Esteves                        |                                         | Pedro Mota Soares                       |                                         | Pedro Augusto Cunha Pinto               |                                         | Luís Marques Guedes                     |                                         | José Vera Jardim                        |                                         | Luís Sá                                 |                                         | Raul Rego                               |                                         | Manuel Soares Costa                     |                                         | Fernando Correia Afonso                 |                                         | Rui Mateus                              |                                         | Nuno Rodrigues dos Santos               |                                         | Jorge Sampaio                           |                                         | Mário Mesquita                          |
| 15 |                                         | João Vale e Azevedo                     |                                         | Jerónimo de Sousa                       |                                         | Maria da Luz Rosinha                    |                                         | Pedro Filipe Soares                     |                                         | Marcos Perestrello                      |                                         | Ana Drago                               |                                         | José Vera Jardim                        |                                         | António José Seguro                     |                                         | Pedro Roseta                            |                                         | Pedro Roseta                            |                                         | Leonor Beleza                           |                                         | Herculano Pombo                         |                                         | Vasco da Gama Fernandes                 |                                         | João Morais Leitão                      |                                         | Anselmo Aníbal                          |                                         | Nuno Krus Abecasis                      |                                         | Nuno Rodrigues dos Santos               |
| 16 |                                         | Mariana Mortágua                        |                                         | Duarte Pacheco                          |                                         | Luís Marques Guedes                     |                                         | José de Matos Rosa                      |                                         | Pedro Augusto Cunha Pinto               |                                         | Miguel Vale de Almeida                  |                                         | Ana Paula Vitorino                      |                                         | Rui Gomes da Silva                      |                                         | Maria do Carmo Romão                    |                                         | Eduardo Ferro Rodrigues                 |                                         | Rui Carp                                |                                         | Raul Rego                               |                                         | Rui Almeida Mendes                      |                                         | Afonso Moura Guedes                     |                                         | Manuel Alfredo Tito de Morais           |                                         | Carlos Aboim Inglez                     |                                         | Manuel Carmo Mendes                     |
| 17 |                                         | Sérgio Sousa Pinto                      |                                         | Mariana Mortágua                        |                                         | André Silva                             |                                         | Rita Rato                               |                                         | Bernardino Soares                       |                                         | Pedro Lynce                             |                                         | Bernardino Soares                       |                                         | Maria do Carmo Romão                    |                                         | Francisco Louçã                         |                                         | António Costa                           |                                         | Rogério Martins                         |                                         | Afonso Moura Guedes                     |                                         | Anselmo Aníbal                          |                                         | Joaquim Magalhães Mota                  |                                         | João Morais Leitão                      |                                         | Alberto Arons de Carvalho               |                                         | Nuno Krus Abecasis                      |
| 18 |                                         | Sandra de Sequeiros Pereira             |                                         | Maria da Luz Rosinha                    |                                         | Assunção Cristas                        |                                         | Sérgio Sousa Pinto                      |                                         | João Rebelo                             |                                         | Bernardino Soares                       |                                         | António Silva Preto                     |                                         | Francisco Louçã                         |                                         | Alberto Costa                           |                                         | Maria Eduarda Azevedo                   |                                         | Arménio dos Santos                      |                                         | Arménio dos Santos                      |                                         | Rui Mateus                              |                                         | Álvaro Veiga de Oliveira                |                                         | Vítor Constâncio                        |                                         | Arménio dos Santos                      |                                         | José Magro                              |
| 19 |                                         | Pedro Pessanha                          |                                         | Marcos Perestrello                      |                                         | Marcos Perestrello                      |                                         | Pedro Augusto Cunha Pinto               |                                         | Inês de Medeiros                        |                                         | Miguel Coelho                           |                                         | Rui Cunha                               |                                         | Arménio dos Santos                      |                                         | Isaltino Morais                         |                                         | Maria José Nogueira Pinto               |                                         | Eduardo Ferro Rodrigues                 |                                         | Mário Sottomayor Cardia                 |                                         | Pedro Santana Lopes                     |                                         | Mário Sottomayor Cardia                 |                                         | António Capucho                         |                                         | José Carvalho Cardoso                   |                                         | Delmiro Sousa Correia                   |
| 20 |                                         | Edite Estrela                           |                                         | Lina Lopes                              |                                         | Alma Rivera                             |                                         | Mário Centeno                           |                                         | António Rodrigues                       |                                         | Arménio dos Santos                      |                                         | Luís Fazenda                            |                                         | Bernardino Soares                       |                                         | Alberto Arons de Carvalho               |                                         | Rui Cunha                               |                                         | Pedro Passos Coelho                     |                                         | Carlos Coelho                           |                                         | Joaquim Magalhães Mota                  |                                         | Rui Almeida Mendes                      |                                         | Carlos Aboim Inglez                     |                                         | Álvaro Veiga de Oliveira                |                                         | Helena Roseta                           |
| 21 |                                         | Bruno Miguel Pedrosa Ventura            |                                         | Carla Castro                            |                                         | Duarte Pacheco                          |                                         | Sandra de Sequeiros Pereira             |                                         | Vitalino Canas                          |                                         | Maria Manuela Augusto                   |                                         | Pedro Mota Soares                       |                                         | Vicente Jorge Silva                     |                                         | Narana Coissoró                         |                                         | Arménio dos Santos                      |                                         | Jerónimo de Sousa                       |                                         | Anselmo Aníbal                          |                                         | Nuno Krus Abecasis                      |                                         | Jerónimo de Sousa                       |                                         | Nuno Krus Abecasis                      |                                         | João Joaquim Gomes                      |                                         | Sérgio Simões                           |
| 22 |                                         | Paulo Raimundo                          |                                         | Rui Paulo Sousa                         |                                         | Susana Amador                           |                                         | Edite Estrela                           |                                         | Ana Sofia Bettencourt                   |                                         | João Rebelo                             |                                         | Miguel Coelho                           |                                         | João Rebelo                             |                                         | Isabel Castro                           |                                         | José Augusto de Carvalho                |                                         | Diogo Freitas do Amaral                 |                                         | Teresa Patrício Gouveia                 |                                         | Jerónimo de Sousa                       |                                         | José Manuel Torres Couto                |                                         | Jorge Sampaio                           |                                         | José Menéres Pimentel                   |                                         | Narana Coissoró                         |
| 23 |                                         | Miguel Filipe Pardal Cabrita            |                                         | João Galamba                            |                                         | Sérgio Sousa Pinto                      |                                         | Jorge Costa                             |                                         | Isabel Galriça Neto                     |                                         | João Serrano                            |                                         | Rui Gomes da Silva                      |                                         | José de Matos Correia                   |                                         | Duarte Lima                             |                                         | António Filipe                          |                                         | Fernando Correia Afonso                 |                                         | Adriano Moreira                         |                                         | Jorge Campinos                          |                                         | Nuno Krus Abecasis                      |                                         | Álvaro Veiga de Oliveira                |                                         | Jerónimo de Sousa                       |                                         | Jerónimo de Sousa                       |
| 24 |                                         | Ricardo Regalla                         |                                         | Tiago Moreira de Sá                     |                                         | Beatriz Gomes Dias                      |                                         | João Rebelo                             |                                         | Rui Paulo Figueiredo                    |                                         | Luís Fazenda                            |                                         | Celeste Correia                         |                                         | José Vera Jardim                        |                                         | Maria da Luz Rosinha                    |                                         | Elisa Damião                            |                                         | António Costa                           |                                         | João Carvinho                           |                                         | Afonso Moura Guedes                     |                                         | Arménio dos Santos                      |                                         | José Menéres Pimentel                   |                                         | Francisco Marcelo Curto                 |                                         | João Joaquim Gomes                      |
| 25 |                                         | Alexandre Homem Cristo                  |                                         | Susana Amador                           |                                         | Sandra de Sequeiros Pereira             |                                         | Jorge Lacão                             |                                         | Duarte Pacheco                          |                                         | Clara Carneiro                          |                                         | José Lamego                             |                                         | António Silva Preto                     |                                         | José Augusto de Carvalho                |                                         | Pedro Passos Coelho                     |                                         | Teresa Patrício Gouveia                 |                                         | José Manuel Casqueiro                   |                                         | Carlos Lilaia                           |                                         | Maria Alda Nogueira                     |                                         | Rui Mateus                              |                                         | Narana Coissoró                         |                                         | Mário Campos Pinto                      |
| 26 |                                         | Mariana Leitão                          |                                         | Sérgio Sousa Pinto                      |                                         | Maria de Fátima Fonseca                 |                                         | Miguel Tiago                            |                                         | Rita Rato                               |                                         | Rita Rato                               |                                         | Arménio dos Santos                      |                                         | Leonor Coutinho                         |                                         | Arménio dos Santos                      |                                         | Crisóstomo Teixeira                     |                                         | Leonor Coutinho                         |                                         | Carlos Corrêa Gago                      |                                         | Maria Alda Nogueira                     |                                         | Teófilo Carvalho dos Santos             |                                         | José Carvalho Cardoso                   |                                         | António Cabecinha                       |                                         | Vítor Constâncio                        |
| 27 |                                         | Pedro Vaz                               |                                         | Pedro Roque                             |                                         | Pedro Delgado Alves                     |                                         | Sérgio Azevedo                          |                                         | José de Matos Rosa                      |                                         | Pedro Farmhouse                         |                                         | António Filipe                          |                                         | David Justino                           |                                         | Joaquim Raposo                          |                                         | Vasco Pulido Valente                    |                                         | Joaquim Fernandes Marques               |                                         | Jerónimo de Sousa                       |                                         | Teófilo Carvalho dos Santos             |                                         | Joaquim Catanho de Menezes              |                                         | Jerónimo de Sousa                       |                                         | Maria Alda Nogueira                     |                                         | Carlos Robalo                           |
| 28 |                                         | Margarida Saavedra                      |                                         | Ana Sofia Antunes                       |                                         | Ricardo Baptista Leite                  |                                         | Vitalino Canas                          |                                         | Isabel Moreira                          |                                         | António Silva Preto                     |                                         | José Augusto de Carvalho                |                                         | Miguel Coelho                           |                                         | Fátima Amaral                           |                                         | José Magalhães                          |                                         | Isabel Castro                           |                                         | José Pacheco Pereira                    |                                         | Arménio dos Santos                      |                                         | Carlos Carvalhas                        |                                         | Augusto Ferreira do Amaral              |                                         | Joaquim Catanho de Menezes              |                                         | Vital Moreira                           |
| 29 |                                         | Felicidade Vital                        |                                         | Pedro Delgado Alves                     |                                         | Ana Sofia Antunes                       |                                         | Isabel Galriça Neto                     |                                         | Ana Drago                               |                                         | Manuela de Melo                         |                                         | Luís Marques Guedes                     |                                         | Acácio Barreiros                        |                                         | Acácio Barreiros                        |                                         | Manuela Moura Guedes                    |                                         | Vasco Miguel                            |                                         | Pedro Augusto Cunha Pinto               |                                         | Ivo Pinho                               |                                         | Pedro Augusto Cunha Pinto               |                                         | Alberto Arons de Carvalho               |                                         | António Martins Canaverde               |                                         | Edmundo Pedro                           |
| 30 |                                         | Ana Paula Mata Bernardo                 |                                         | Joana Barata Lopes                      |                                         | Duarte Alves                            |                                         | Susana Amador                           |                                         | Joana Barata Lopes                      |                                         | António Ramos Preto                     |                                         | Custódia Fernandes                      |                                         | Henrique Chaves                         |                                         | Rui Gomes da Silva                      |                                         | Isabel Castro                           |                                         | João Proença                            |                                         | Nuno Brederode Santos                   |                                         | Carlos Carvalhas                        |                                         | António Janeiro                         |                                         | Narana Coissoró                         |                                         | Carlos Carvalhas                        |                                         | Afonso Moura Guedes                     |
| 31 |                                         | Isabel Mendes Lopes                     |                                         | Rodrigo Saraiva                         |                                         | Pedro Rodrigues                         |                                         | Isabel Pires                            |                                         | José Lino Ramos                         |                                         | José de Matos Rosa                      |                                         | Ana Drago                               |                                         | António Filipe                          |                                         | António Galamba                         |                                         | Leonor Coutinho                         |                                         | António Motta Veiga                     |                                         | António Maria Pereira                   |                                         | Pedro Augusto Cunha Pinto               |                                         | Alfredo Azevedo Soares                  |                                         | Maria Alda Nogueira                     |                                         | Maria Teresa Ambrósio                   |                                         | Aquilino Ribeiro Machado                |
| 32 |                                         | Alexandre Poço                          |                                         | Rita Matias                             |                                         | João Cotrim de Figueiredo               |                                         | Pedro Roque                             |                                         | Miguel Coelho                           |                                         | Isabel Galriça Neto                     |                                         | Rui Vieira                              |                                         | Pedro Brandão Rodrigues                 |                                         | João Rebelo                             |                                         | Isaltino Morais                         |                                         | Rui Cunha                               |                                         | João Corregedor da Fonseca              |                                         | Alfredo Barroso                         |                                         | Georgette Ferreira                      |                                         | Aquilino Ribeiro Machado                |                                         | Afonso Moura Guedes                     |                                         | Victor Pinto da Cruz                    |
| 33 |                                         | Carlos Pereira                          |                                         | Maria de Fátima Fonseca                 |                                         | Jorge Lacão                             |                                         | João Soares                             |                                         | Carlos Silva                            |                                         | Helena Pinto                            |                                         | João Rebelo                             |                                         | José Augusto de Carvalho                |                                         | José Eduardo Martins                    |                                         | Helena Roseta                           |                                         | Pedro Augusto Cunha Pinto               |                                         | Conceição Monteiro                      |                                         | Narana Coissoró                         |                                         | Alfredo Barroso                         |                                         | António Cabecinha                       |                                         | Mário Tomé                              |                                         | Severiano Falcão                        |
| 34 |                                         | Inês Sousa Real                         |                                         | Alma Rivera                             |                                         | Jorge Costa                             |                                         | Duarte Pacheco                          |                                         | Pedro Farmhouse                         |                                         | Duarte Cordeiro                         |                                         | José de Matos Correia                   |                                         | Susana Toscano                          |                                         | Leonor Coutinho                         |                                         | Macário Correia                         |                                         | Manuel Sérgio                           |                                         | António Barreto                         |                                         | Vasco Marques                           |                                         | Rui Oliveira e Costa                    |                                         | Luis Beirôco                            |                                         | Emílio Leitão                           |                                         | José Torres Campos                      |
| 35 |                                         | Fabian Figueiredo                       |                                         | Rui Tavares                             |                                         | Isabel Moreira                          |                                         | José Luís Ferreira                      |                                         | Hélder Sousa Silva                      |                                         | Helena Lopes da Costa                   |                                         | Pedro Farmhouse                         |                                         | Rui Vieira                              |                                         | José Magalhães                          |                                         | Acácio Barreiros                        |                                         | Pedro Holstein Campilho                 |                                         | João Matos                              |                                         | José Durão Barroso                      |                                         | Francisco Marcelo Curto                 |                                         | José Luís Judas                         |                                         | Zita Seabra                             |                                         | António de Sousa Franco                 |
| 36 |                                         | Gonçalo Oliveira Lage                   |                                         | Alexandre Poço                          |                                         | Lina Lopes                              |                                         | Joaquim Raposo                          |                                         | José Luís Ferreira                      |                                         | José Luís Ferreira                      |                                         | Susana Amador                           |                                         | Duarte Pacheco                          |                                         | David Justino                           |                                         | Manuel Jorge Goes                       |                                         | Alberto Avelino                         |                                         | José Luís Ramos                         |                                         | João Amaral                             |                                         | António Graça                           |                                         | Francisco Marcelo Curto                 |                                         | Rodolfo Crespo                          |                                         | Carlos Costa Moreira                    |
| 37 |                                         | Bruno Nunes                             |                                         | Isabel Moreira                          |                                         | Inês Sousa Real                         |                                         | Odete Silva                             |                                         | Adolfo Mesquita Nunes                   |                                         | Custódia Fernandes                      |                                         | Francisco Madeira Lopes                 |                                         | Custódia Fernandes                      |                                         | António Filipe                          |                                         | Francisco Torres                        |                                         | João Amaral                             |                                         | Luísa Amorim                            |                                         | Mário Sottomayor Cardia                 |                                         | Fernando Correia Afonso                 |                                         | Arménio dos Santos                      |                                         | Fernando Cardoso Ferreira               |                                         | José Carvalho Cardoso                   |
| 38 |                                         | Isabel Moreira                          |                                         | Pedro Filipe Soares                     |                                         | Ana Rita Bessa                          |                                         | Graça Fonseca                           |                                         | Maria Antónia de Almeida Santos         |                                         | Duarte Pacheco                          |                                         | Pedro Quartin Graça                     |                                         | Gonçalo Capitão                         |                                         | Luís Fazenda                            |                                         | Bernardino Soares                       |                                         | Manuela Ferreira Leite                  |                                         | Álvaro Neves da Silva                   |                                         | Jorge Liz                               |                                         | Alberto Avelino                         |                                         | Joaquim Catanho de Menezes              |                                         | António Pedrosa                         |                                         | Manuel Gonçalves                        |
| 39 |                                         | Eva Brás Pinho                          |                                         | Pedro Cegonho                           |                                         | Pedro Cegonho                           |                                         | Jorge Falcato Simões                    |                                         | Odete Silva                             |                                         | Rui José da Costa Pereira               |                                         | António Ramos Preto                     |                                         | Luís Fazenda                            |                                         | Helena Roseta                           |                                         | Jorge Ferreira                          |                                         | Edite Estrela                           |                                         | Rui Salvada                             |                                         | Rui Carp                                |                                         | Narana Coissoró                         |                                         | Alfredo Azevedo Soares                  |                                         | Aquilino Ribeiro Machado                |                                         | Florival Nobre                          |
| 40 |                                         | Rodrigo Saraiva                         |                                         | António Prôa                            |                                         | Joacine Katar Moreira                   |                                         | Carlos Silva                            |                                         | António Prôa                            |                                         | Pedro Brandão Rodrigues                 |                                         | António Galamba                         |                                         | António Ramos Preto                     |                                         | Henrique de Freitas                     |                                         | António Galamba                         |                                         | João Matos                              |                                         | Natália Correia                         |                                         | João Corregedor da Fonseca              |                                         | Odete Filipe                            |                                         | Manuel Lopes                            |                                         | José Sanches Osório                     |                                         | António Rebelo de Sousa                 |
| 41 |                                         | Ricardo Jorge Monteiro Lima             |                                         | Romualda Fernandes                      |                                         | Carlos Silva                            |                                         | Pedro Delgado Alves                     |                                         | António Ramos Preto                     |                                         | Rita Calvário                           |                                         | Helena Pinto                            |                                         | José Vieira de Castro                   |                                         | Miguel Coelho                           |                                         | Fernando Pedro Moutinho                 |                                         | António Sousa Lara                      |                                         | Vasco Miguel                            |                                         | Walter Rosa                             |                                         | António Azevedo Gomes                   |                                         | Afonso Moura Guedes                     |                                         | Maria Adelaide Paiva                    |                                         | Fernando Loureiro                       |
| 42 |                                         | Madalena Cordeiro                       |                                         | Miguel Filipe Pardal Cabrita            |                                         | Ricardo Leão                            |                                         | Filipe Lobo d'Ávila                     |                                         | Sérgio Azevedo                          |                                         | Rui Prudêncio                           |                                         | Nuno da Câmara Pereira                  |                                         | Isabel Castro                           |                                         | Rui Vieira                              |                                         | Nuno Baltazar Mendes                    |                                         | José Magalhães                          |                                         | João Soares                             |                                         | José Luís Ramos                         |                                         | Rogério Martins                         |                                         | Maria Teresa Ambrósio                   |                                         | Helder Pinheiro                         |                                         | José Macedo Pereira                     |
| 43 |                                         | Marco Claudino                          |                                         | Maria Emília Apolinário                 |                                         | André Ventura                           |                                         | Isabel Moreira                          |                                         | Inês Teotónio Pereira                   |                                         | António Leitão Amaro                    |                                         | Ana Couto                               |                                         | António Galamba                         |                                         | Telmo Correia                           |                                         | Fernando Pereira Marques                |                                         | Jorge Roque Cunha                       |                                         | Pedro Holstein Campilho                 |                                         | Manuel Silvestre                        |                                         | Jorge Lemos                             |                                         | Georgette Ferreira                      |                                         | Edmundo Pedro                           |                                         | Carlos Aboim Inglez                     |
| 44 |                                         | Maria Begonha                           |                                         | Inês Sousa Real                         |                                         | Mariana Pereira da Silva                |                                         | Ana Mesquita                            |                                         | Pedro Delgado Alves                     |                                         | Teresa Damásio                          |                                         | António Carlos Monteiro                 |                                         | João Almeida                            |                                         | José Ministro dos Santos                |                                         | Francisco José Martins                  |                                         | Mário Tomé                              |                                         | Carlos Carvalhas                        |                                         | Luis Beirôco                            |                                         | António Rebelo de Sousa                 |                                         | Natália Correia                         |                                         | Natália Correia                         |                                         | Nuno Maria Matos                        |
| 45 |                                         | Luís Newton                             |                                         | Bernardo Blanco                         |                                         | Isabel Pires                            |                                         | André Silva                             |                                         | Miguel Tiago                            |                                         | Miguel Tiago                            |                                         | João Serrano                            |                                         | Gonçalo Reis                            |                                         | João Moura Geraldes                     |                                         | Maria da Luz Rosinha                    |                                         | Adriano Moreira                         |                                         | Margarida Borges de Carvalho            |                                         | Maria Amélia Santos                     |                                         | João Joaquim Gomes                      |                                         | João Carvinho                           |                                         | Rosa Brandão Represas                   |                                         | José Menéres Pimentel                   |
| 46 |                                         | José Barreira Soares                    |                                         | Rita Borges Madeira                     |                                         | Romualda Fernandes                      |                                         | Joana Barata Lopes                      |                                         | Luís Fazenda                            |                                         | Celeste Amaro                           |                                         | Henrique de Freitas                     |                                         | Alberto Arons de Carvalho               |                                         | Claudio Monteiro                        |                                         | João Corregedor da Fonseca              |                                         | António Alves Marques Júnior            |                                         | Teresa Santa Clara Gomes                |                                         | José Manuel Torres Couto                |                                         | Margarida Salema                        |                                         | Teresa Costa Macedo                     |                                         | Francisco Cavaleiro Ferreira            |                                         | Carlos Andrade Neves                    |
| 47 |                                         | António Filipe                          |                                         | Pedro Pessanha                          |                                         | Alexandre Poço                          |                                         | Diogo Leão                              |                                         | Mónica Ferro                            |                                         | Marcos Sá                               |                                         | Miguel Tiago                            |                                         | José Pereira da Costa                   |                                         | José de Matos Correia                   |                                         | Pedro Holstein Campilho                 |                                         | Conceição Monteiro                      |                                         | António Motta Veiga                     |                                         | Rui Oliveira e Costa                    |                                         | António Gomes de Pinho                  |                                         | Zita Seabra                             |                                         | José Leitão                             |                                         | Maria Alda Nogueira                     |
| 48 |                                         | André Rijo                              |                                         | Alexandre Simões                        |                                         | Miguel Costa Matos                      |                                         |                                         |                                         |                                         |                                         |                                         |                                         | Humberto Rosa                           |                                         | Celeste Correia                         |                                         | Francisco Torres                        |                                         | José Pinto Simões                       |                                         | Rui Salvada                             |                                         | Francisco Lucas Pires                   |                                         | Cristina Albuquerque                    |                                         | João Amaral                             |                                         | Henrique Nascimento Rodrigues           |                                         | António Patrício Gouveia                |                                         | Herlander Estrela                       |
| 49 |                                         |                                         |                                         |                                         |                                         |                                         |                                         |                                         |                                         |                                         |                                         | Maria Amélia Santos                     |                                         | Luís Queiró                             |                                         | José Vera Jardim                        |                                         | João Amaral                             |                                         | António Machado Lourenço                |                                         | Rodolfo Crespo                          |                                         | Luís Patrão                             |                                         | Jorge Lemos                             |                                         | Luís Nandin de Carvalho                 |                                         |                                         |                                         |                                         |                                         |                                         |
| 50 |                                         |                                         |                                         | Manuel Barbosa de Oliveira              |                                         | Luís David Nobre                        |                                         | António Sousa Lara                      |                                         | Rogério Moreira                         |                                         | Leonel Santa Rita                       |                                         | Emídio Pinheiro                         |                                         | Gualter Basílio                         |                                         | Carmelinda Pereira                      |                                         |                                         |                                         |                                         |                                         |                                         |                                         |                                         |                                         |                                         |                                         |                                         |                                         |                                         |                                         |                                         |
| 51 |                                         |                                         |                                         |                                         |                                         | João Proença                            |                                         | António Lopes Cardoso                   |                                         | Manuel Lopes                            |                                         | Helder Pinheiro                         |                                         | Luis Beirôco                            |                                         | Acácio Barreiros                        |                                         |                                         |                                         |                                         |                                         |                                         |                                         |                                         |                                         |                                         |                                         |                                         |                                         |                                         |                                         |                                         |                                         |                                         |
| 52 |                                         | João Salgado                            |                                         | Alexandre Manuel da Fonseca Leite       |                                         | Margarida Marques                       |                                         | António Janeiro                         |                                         | João Amaral                             |                                         | José Pedro Soares                       |                                         |                                         |                                         |                                         |                                         |                                         |                                         |                                         |                                         |                                         |                                         |                                         |                                         |                                         |                                         |                                         |                                         |                                         |                                         |                                         |                                         |                                         |
| 53 |                                         | Vasco da Gama Fernandes                 |                                         | Carlos Coelho                           |                                         | Helena Torres Marques                   |                                         | Mário Tomé                              |                                         | Henrique Nascimento Rodrigues           |                                         | João Soares Louro                       |                                         |                                         |                                         |                                         |                                         |                                         |                                         |                                         |                                         |                                         |                                         |                                         |                                         |                                         |                                         |                                         |                                         |                                         |                                         |                                         |                                         |                                         |
| 54 |                                         | Rui Gomes da Silva                      |                                         | Jorge Lemos                             |                                         | José Luís Judas                         |                                         | Maria Adelaide Paiva                    |                                         | Francisco Igrejas Caeiro                |                                         | Álvaro Veiga de Oliveira                |                                         |                                         |                                         |                                         |                                         |                                         |                                         |                                         |                                         |                                         |                                         |                                         |                                         |                                         |                                         |                                         |                                         |                                         |                                         |                                         |                                         |                                         |
| 55 |                                         | Rogério Moreira                         |                                         | António Janeiro                         |                                         | Leonor Beleza                           |                                         | António Patrício Gouveia                |                                         | Victor Pinto da Cruz                    |                                         | Francisco Assis Neto                    |                                         |                                         |                                         |                                         |                                         |                                         |                                         |                                         |                                         |                                         |                                         |                                         |                                         |                                         |                                         |                                         |                                         |                                         |                                         |                                         |                                         |                                         |
| 56 |                                         | Francisco Bernardino Silva              |                                         | Carlos Narciso Martins                  |                                         | Luis Beirôco                            |                                         | Manuel Vilhena de Carvalho              |                                         | José Veríssimo Silva                    |                                         | Victor Benito Silva                     |                                         |                                         |                                         |                                         |                                         |                                         |                                         |                                         |                                         |                                         |                                         |                                         |                                         |                                         |                                         |                                         |                                         |                                         |                                         |                                         |                                         |                                         |
| 57 |                                         |                                         |                                         |                                         |                                         |                                         |                                         |                                         |                                         |                                         |                                         | José Leitão                             |                                         |                                         |                                         |                                         |                                         |                                         |                                         |                                         |                                         |                                         |                                         |                                         |                                         |                                         |                                         |                                         |                                         |                                         |                                         |                                         |                                         |                                         |
| 58 |                                         | Carlos Carvalhas                        |                                         |                                         |                                         |                                         |                                         |                                         |                                         |                                         |                                         |                                         |                                         |                                         |                                         |                                         |                                         |                                         |                                         |                                         |                                         |                                         |                                         |                                         |                                         |                                         |                                         |                                         |                                         |                                         |                                         |                                         |                                         |                                         |

## Eleições

### 2024
Ver mais detalhes: Eleições legislativas portuguesas de 2024 no distrito de Lisboa
| Partido                 | Partido                          | Votos     | %               | +/-   | Deputados | +/-     |
| ----------------------- | -------------------------------- | --------- | --------------- | ----- | --------- | ------- |
|                         | Partido Socialista               | 365 793   | 27,73 / 100,00  | 13,10 | 15 / 48   | 6       |
|                         | Aliança Democrática              | 356 542   | 27,03 / 100,00  | 1,22  | 14 / 48   | 1       |
|                         | CHEGA                            | 224 493   | 17,02 / 100,00  | 9,25  | 9 / 48    | 5       |
|                         | Iniciativa Liberal               | 86 816    | 6,58 / 100,00   | 1,32  | 3 / 48    | 1       |
|                         | LIVRE                            | 72 104    | 5,47 / 100,00   | 3,03  | 2 / 48    | 1       |
|                         | Bloco de Esquerda                | 65 421    | 4,96 / 100,00   | 0,24  | 2 / 48    | Estável |
|                         | Coligação Democrática Unitária   | 49 341    | 3,74 / 100,00   | 1,34  | 2 / 48    | Estável |
|                         | Pessoas–Animais–Natureza         | 32 824    | 2,49 / 100,00   | 0,50  | 1 / 48    | Estável |
|                         | Alternativa Democrática Nacional | 19 067    | 1,45 / 100,00   | 1,18  | 0 / 48    | Estável |
|                         | Outros                           | 17 073    | 1,30 / 100,00   |       | 0 / 48    |         |
| Votos Inválidos         | Votos Inválidos                  | 29 528    | 2,24 / 100,00   | 0,43  |           |         |
| Total                   | Total                            | 1 319 002 | 100,00 / 100,00 |       | 48 / 48   |         |
| Eleitorado/Participação | Eleitorado/Participação          | 1 915 172 | 68,87 / 100,00  | 7,31  |           |         |

### 2022
Ver mais detalhes: Eleições legislativas portuguesas de 2022 no distrito de Lisboa
| Partido                 | Partido                        | Votos     | %               | +/-  | Deputados | +/-     |
| ----------------------- | ------------------------------ | --------- | --------------- | ---- | --------- | ------- |
|                         | Partido Socialista             | 482 606   | 40,83 / 100,00  | 3,09 | 21 / 48   | 1       |
|                         | Partido Social Democrata       | 285 522   | 24,16 / 100,00  | 1,56 | 13 / 48   | 1       |
|                         | Iniciativa Liberal             | 93 341    | 7,90 / 100,00   | 5,43 | 4 / 48    | 3       |
|                         | CHEGA                          | 91 889    | 7,77 / 100,00   | 5,77 | 4 / 48    | 3       |
|                         | Coligação Democrática Unitária | 59 995    | 5,08 / 100,00   | 2,71 | 2 / 48    | 2       |
|                         | Bloco de Esquerda              | 55 786    | 4,72 / 100,00   | 4,99 | 2 / 48    | 3       |
|                         | LIVRE                          | 28 834    | 2,44 / 100,00   | 0,37 | 1 / 48    | Estável |
|                         | Pessoas–Animais–Natureza       | 23 577    | 1,99 / 100,00   | 2,42 | 1 / 48    | 1       |
|                         | CDS – Partido Popular          | 19 524    | 1,65 / 100,00   | 2,75 | 0 / 48    | 2       |
|                         | Outros (com menos de 1,00%)    | 19 476    | 1,65 / 100,00   |      | 0 / 48    |         |
| Votos Inválidos         | Votos Inválidos                | 21 324    | 1,81 / 100,00   | 1,80 |           |         |
| Total                   | Total                          | 1 181 874 | 100,00 / 100,00 |      | 48 / 48   |         |
| Eleitorado/Participação | Eleitorado/Participação        | 1 919 958 | 61,56 / 100,00  | 4,23 |           |         |

### 2019
Ver mais detalhes: Eleições legislativas portuguesas de 2019 no distrito de Lisboa
| Partido                 | Partido                              | Votos     | %               | +/-  | Deputados | +/-     |
| ----------------------- | ------------------------------------ | --------- | --------------- | ---- | --------- | ------- |
|                         | Partido Socialista                   | 404 677   | 36,74 / 100,00  | 3,10 | 20 / 48   | 2       |
|                         | Partido Social Democrata             | 248 937   | 22,60 / 100,00  | -    | 12 / 48   | 1       |
|                         | Bloco de Esquerda                    | 106 944   | 9,71 / 100,00   | 1,18 | 5 / 48    | Estável |
|                         | CDU – Coligação Democrática Unitária | 85 789    | 7,79 / 100,00   | 2,05 | 4 / 48    | 1       |
|                         | PESSOAS–ANIMAIS–NATUREZA             | 48 536    | 4,41 / 100,00   | 2,45 | 2 / 48    | 1       |
|                         | CDS – Partido Popular                | 48 502    | 4,40 / 100,00   | -    | 2 / 48    | 3       |
|                         | Iniciativa Liberal                   | 27 166    | 2,47 / 100,00   | Novo | 1 / 48    | Novo    |
|                         | LIVRE                                | 22 807    | 2,07 / 100,00   | 0,80 | 1 / 48    | 1       |
|                         | CHEGA                                | 22 053    | 2,00 / 100,00   | Novo | 1 / 48    | Novo    |
|                         | Aliança                              | 14 036    | 1,27 / 100,00   | Novo | 0 / 48    | Novo    |
|                         | Outros (com menos de 1,00%)          | 32 116    | 2,92 / 100,00   |      | 0 / 48    |         |
| Votos Inválidos         | Votos Inválidos                      | 39 783    | 3,61 / 100,00   | 0,20 |           |         |
| Total                   | Total                                | 1 101 346 | 100,00 / 100,00 |      | 48 / 48   | 1       |
| Eleitorado/Participação | Eleitorado/Participação              | 1 921 047 | 57,33 / 100,00  | 3,27 |           |         |

### 2015
Ver mais detalhes: Eleições legislativas portuguesas de 2015 no distrito de Lisboa
| Partidos                | Partidos                       | Votos     | %               | +/-   | Deputados | +/-     |
| ----------------------- | ------------------------------ | --------- | --------------- | ----- | --------- | ------- |
|                         | Portugal à Frente              | 399 520   | 34,68 / 100,00  | 13,20 | 18 / 47   | 7       |
|                         | Partido Socialista             | 386 534   | 33,54 / 100,00  | 6,01  | 18 / 47   | 4       |
|                         | Bloco de Esquerda              | 125 438   | 10,89 / 100,00  | 5,17  | 5 / 47    | 2       |
|                         | Coligação Democrática Unitária | 113 406   | 9,84 / 100,00   | 0,29  | 5 / 47    | Estável |
|                         | Pessoas-Animais-Natureza       | 22 628    | 1,96 / 100,00   | 0,52  | 1 / 47    | 1       |
|                         | LIVRE/Tempo de Avançar         | 14 683    | 1,27 / 100,00   | Novo  | 0 / 47    | Novo    |
|                         | Outros                         | 50 733    | 4,39 / 100,00   |       | 0 / 47    |         |
| Votos inválidos         | Votos inválidos                | 39 288    | 3,41 / 100,00   | 0,60  |           |         |
| Total                   | Total                          | 1 152 050 | 100,00 / 100,00 |       | 47 / 47   |         |
| Eleitorado/Participação | Eleitorado/Participação        | 1 900 982 | 60,60 / 100,0   | 1,8   |           |         |

### 2011
Ver mais detalhes: Eleições legislativas portuguesas de 2011 no distrito de Lisboa
| Partidos                | Partidos                              | Votos     | %               | +/-  | Deputados | +/-     |
| ----------------------- | ------------------------------------- | --------- | --------------- | ---- | --------- | ------- |
|                         | Partido Social Democrata              | 398 789   | 34,10 / 100,00  | 8,98 | 18 / 47   | 5       |
|                         | Partido Socialista                    | 321 952   | 27,53 / 100,00  | 8,82 | 14 / 47   | 5       |
|                         | CDS – Partido Popular                 | 161 227   | 13,78 / 100,00  | 2,80 | 7 / 47    | 2       |
|                         | Coligação Democrática Unitária        | 111 737   | 9,55 / 100,00   | 0,38 | 5 / 47    | Estável |
|                         | Bloco de Esquerda                     | 66 868    | 5,72 / 100,00   | 5,09 | 3 / 47    | 2       |
|                         | Partido pelos Animais e pela Natureza | 16 884    | 1,44 / 100,00   | Novo | 0 / 47    | Novo    |
|                         | PCTP/MRPP                             | 14 398    | 1,23 / 100,00   | 0,26 | 0 / 47    | Estável |
|                         | Outros                                | 30 781    | 2,64 / 100,00   |      | 0 / 47    |         |
| Votos inválidos         | Votos inválidos                       | 46 962    | 4,01 / 100,00   | 0,75 |           |         |
| Total                   | Total                                 | 1 169 598 | 100,00 / 100,00 |      | 47 / 47   |         |
| Eleitorado/Participação | Eleitorado/Participação               | 1 880 814 | 62,19 / 100,00  | 0,32 |           |         |

### 2009
Ver mais detalhes: Eleições legislativas portuguesas de 2009 no distrito de Lisboa
| Partidos                | Partidos                       | Votos     | %               | +/-  | Deputados | +/-     |
| ----------------------- | ------------------------------ | --------- | --------------- | ---- | --------- | ------- |
|                         | Partido Socialista             | 0 417 542 | 36,35 / 100,00  | 7,76 | 19 / 47   | 4       |
|                         | Partido Social Democrata       | 0 288 554 | 25,12 / 100,00  | 1,48 | 13 / 47   | 1       |
|                         | CDS – Partido Popular          | 0 126 088 | 10,98 / 100,00  | 2,75 | 5 / 47    | 1       |
|                         | Bloco de Esquerda              | 0 124 244 | 10,81 / 100,00  | 2,05 | 5 / 47    | 1       |
|                         | Coligação Democrática Unitária | 0 114 119 | 9,93 / 100,00   | 0,19 | 5 / 47    | Estável |
|                         | outros                         | 0 40 773  | 3,55 / 100,00   |      | 0 / 47    |         |
|                         | inválidos                      | 0 37 509  | 3,26 / 100,00   | 0,03 |           |         |
| Total                   | Total                          | 1 148 829 | 100,00 / 100,00 |      | 47 / 47   | 1       |
| Eleitorado/Participação | Eleitorado/Participação        | 1 856 903 | 61,87 / 100,00  | 4,24 |           |         |

### 2005
Ver mais detalhes: Eleições legislativas portuguesas de 2005 no distrito de Lisboa
| Partidos                | Partidos                       | Votos     | %             | +/-  | Deputados | +/-     |
| ----------------------- | ------------------------------ | --------- | ------------- | ---- | --------- | ------- |
|                         | Partido Socialista             | 523 537   | 44,1 / 100,0  | 5,4  | 23 / 48   | 3       |
|                         | Partido Social Democrata       | 280 697   | 23,7 / 100,0  | 12,0 | 12 / 48   | 6       |
|                         | Coligação Democrática Unitária | 115 709   | 9,8 / 100,0   | 1,0  | 5 / 48    | 1       |
|                         | Bloco de Esquerda              | 103 944   | 8,8 / 100,0   | 4,1  | 4 / 48    | 2       |
|                         | Partido Popular                | 97 659    | 8,2 / 100,0   | 0,3  | 4 / 48    | Estável |
|                         | Outros                         | 27 053    | 2,3 / 100,0   |      | 0 / 48    |         |
| Votos inválidos         | Votos inválidos                | 38 065    | 3,2 / 100,0   | 1,3  |           |         |
| Total                   | Total                          | 1 186 664 | 100,0 / 100,0 |      | 48 / 48   |         |
| Eleitorado/Participação | Eleitorado/Participação        | 1 787 560 | 66,4 / 100,0  | 3,2  |           |         |

### 2002
Ver mais detalhes: Eleições legislativas portuguesas de 2002 no distrito de Lisboa
| Partidos                | Partidos                       | Votos     | %             | +/-     | Deputados | +/-     |
| ----------------------- | ------------------------------ | --------- | ------------- | ------- | --------- | ------- |
|                         | Partido Socialista             | 440 790   | 38,7 / 100,0  | 4,0     | 20 / 48   | 3       |
|                         | Partido Social Democrata       | 406 499   | 35,7 / 100,0  | 8,4     | 18 / 48   | 4       |
|                         | Coligação Democrática Unitária | 100 208   | 8,8 / 100,0   | 3,5     | 4 / 48    | 2       |
|                         | Partido Popular                | 96 543    | 8,5 / 100,0   | Estável | 4 / 48    | Estável |
|                         | Bloco de Esquerda              | 53 092    | 4,7 / 100,0   | 0,2     | 2 / 48    | Estável |
|                         | Outros                         | 20 825    | 1,8 / 100,0   |         | 0 / 48    |         |
| Votos inválidos         | Votos inválidos                | 22 145    | 1,9 / 100,0   | 0,2     |           |         |
| Total                   | Total                          | 1 140 102 | 100,0 / 100,0 |         | 48 / 48   | 1       |
| Eleitorado/Participação | Eleitorado/Participação        | 1 803 214 | 63,2 / 100,0  | 0,7     |           |         |

### 1999
Ver mais detalhes: Eleições legislativas portuguesas de 1999 no distrito de Lisboa
| Partidos                | Partidos                       | Votos     | %             | +/-  | Nº Deputados | +/-     |
| ----------------------- | ------------------------------ | --------- | ------------- | ---- | ------------ | ------- |
|                         | Partido Socialista             | 486 624   | 42,7 / 100,0  | 1,6  | 23 / 49      | 1       |
|                         | Partido Social Democrata       | 310 577   | 27,3 / 100,0  | 1,7  | 14 / 49      | 1       |
|                         | Coligação Democrática Unitária | 140 092   | 12,3 / 100,0  | 0,3  | 6 / 49       | Estável |
|                         | Partido Popular                | 97 028    | 8,5 / 100,0   | 0,9  | 4 / 49       | 1       |
|                         | Bloco de Esquerda              | 55 340    | 4,9 / 100,0   | Novo | 2 / 49       | Novo    |
|                         | Outros                         | 25 860    | 2,3 / 100,0   |      | 0 / 49       |         |
| Votos inválidos         | Votos inválidos                | 24 185    | 2,1 / 100,0   | 0,5  |              |         |
| Total                   | Total                          | 1 139 706 | 100,0 / 100,0 |      | 49 / 49      | 1       |
| Eleitorado/Participação | Eleitorado/Participação        | 1 823 980 | 62,5 / 100,0  | 4,7  |              |         |

### 1995
Ver mais detalhes: Eleições legislativas portuguesas de 1995 no distrito de Lisboa
| Partidos                | Partidos                          | Votos     | %             | +/-  | Deputados | +/-     |
| ----------------------- | --------------------------------- | --------- | ------------- | ---- | --------- | ------- |
|                         | Partido Socialista                | 559 551   | 44,3 / 100,0  | 14,6 | 24 / 50   | 8       |
|                         | Partido Social Democrata          | 365 857   | 29,0 / 100,0  | 16,3 | 15 / 50   | 10      |
|                         | Coligação Democrática Unitária    | 151 351   | 12,0 / 100,0  | 0,2  | 6 / 50    | Estável |
|                         | Partido Popular                   | 118 547   | 9,4 / 100,0   | 5,4  | 5 / 50    | 3       |
|                         | Partido Socialista Revolucionário | 16 857    | 1,3 / 100,0   | 0,5  | 0 / 50    | Estável |
|                         | Outros                            | 29 346    | 2,3 / 100,0   |      | 0 / 50    |         |
| Votos inválidos         | Votos inválidos                   | 20 747    | 1,6 / 100,0   | 0,2  |           |         |
| Total                   | Total                             | 1 262 256 | 100,0 / 100,0 |      | 50 / 50   |         |
| Eleitorado/Participação | Eleitorado/Participação           | 1 877 610 | 67,2 / 100,0  | 1,2  |           |         |

### 1991
Ver mais detalhes: Eleições legislativas portuguesas de 1991 no distrito de Lisboa
| Partidos                | Partidos                          | Votos     | %             | +/-  | Deputados | +/-     |
| ----------------------- | --------------------------------- | --------- | ------------- | ---- | --------- | ------- |
|                         | Partido Social Democrata          | 556 881   | 45,3 / 100,0  | 0,5  | 25 / 50   | 3       |
|                         | Partido Socialista                | 365 112   | 29,7 / 100,0  | 8,5  | 16 / 50   | 4       |
|                         | Coligação Democrática Unitária    | 149 315   | 12,2 / 100,0  | 4,3  | 6 / 50    | 4       |
|                         | Centro Democrático e Social       | 49 194    | 4,0 / 100,0   | 0,3  | 2 / 50    | Estável |
|                         | Partido da Solidariedade Nacional | 32 142    | 2,6 / 100,0   | Novo | 1 / 50    | Novo    |
|                         | Partido Socialista Revolucionário | 22 088    | 1,8 / 100,0   | 1,2  | 0 / 50    | Estável |
|                         | PCTP/MRPP                         | 13 300    | 1,1 / 100,0   | 0,6  | 0 / 50    | Estável |
|                         | Outros                            | 18 693    | 1,5 / 100,0   |      | 0 / 50    |         |
| Votos inválidos         | Votos inválidos                   | 22 568    | 1,8 / 100,0   | 0,1  |           |         |
| Total                   | Total                             | 1 229 293 | 100,0 / 100,0 |      | 50 / 50   | 6       |
| Eleitorado/Participação | Eleitorado/Participação           | 1 796 763 | 68,4 / 100,0  | 5,1  |           |         |

### 1987
Ver mais detalhes: Eleições legislativas portuguesas de 1987 no distrito de Lisboa
| Partidos                | Partidos                       | Votos     | %             | +/-  | Deputados | +/-     |
| ----------------------- | ------------------------------ | --------- | ------------- | ---- | --------- | ------- |
|                         | Partido Social Democrata       | 564 553   | 45,8 / 100,0  | 20,2 | 28 / 56   | 13      |
|                         | Partido Socialista             | 261 129   | 21,2 / 100,0  | 1,4  | 12 / 56   | Estável |
|                         | Coligação Democrática Unitária | 203 263   | 16,5 / 100,0  | 3,6  | 10 / 56   | 2       |
|                         | Partido Renovador Democrático  | 84 433    | 6,9 / 100,0   | 14,4 | 4 / 56    | 9       |
|                         | Centro Democrático Social      | 45 465    | 3,7 / 100,0   | 4,4  | 2 / 56    | 2       |
|                         | União Democrática Popular      | 17 617    | 1,4 / 100,0   | 0,2  | 0 / 56    | Estável |
|                         | Outros                         | 34 931    | 2,8 / 100,0   |      | 0 / 56    |         |
| Votos inválidos         | Votos inválidos                | 20 747    | 1,7 / 100,0   | 0,3  |           |         |
| Total                   | Total                          | 1 232 138 | 100,0 / 100,0 |      | 56 / 56   |         |
| Eleitorado/Participação | Eleitorado/Participação        | 1 676 580 | 73,5 / 100,0  | 4,0  |           |         |

### 1985
Ver mais detalhes: Eleições legislativas portuguesas de 1985 no distrito de Lisboa
| Partidos                | Partidos                      | Votos     | %             | +/-     | Deputados | +/-  |
| ----------------------- | ----------------------------- | --------- | ------------- | ------- | --------- | ---- |
|                         | Partido Social Democrata      | 329 783   | 25,6 / 100,0  | 3,8     | 15 / 56   | 2    |
|                         | Partido Renovador Democrático | 273 685   | 21,3 / 100,0  | Novo    | 13 / 56   | Novo |
|                         | Aliança Povo Unido            | 258 808   | 20,1 / 100,0  | 5,2     | 12 / 56   | 3    |
|                         | Partido Socialista            | 255 030   | 19,8 / 100,0  | 16,0    | 12 / 56   | 9    |
|                         | Centro Democrático Social     | 104 010   | 8,1 / 100,0   | 5,6     | 4 / 56    | 3    |
|                         | União Democrática Popular     | 20 758    | 1,6 / 100,0   | -       | 0 / 56    | -    |
|                         | Outros                        | 20 274    | 1,6 / 100,0   |         | 0 / 56    |      |
| Votos inválidos         | Votos inválidos               | 25 763    | 2,0 / 100,0   | Estável |           |      |
| Total                   | Total                         | 1 288 111 | 100,0 / 100,0 |         | 56 / 56   |      |
| Eleitorado/Participação | Eleitorado/Participação       | 1 661 690 | 77,5 / 100,0  | 3,2     |           |      |

### 1983
Ver mais detalhes: Eleições legislativas portuguesas de 1983 no distrito de Lisboa
| Partidos                | Partidos                  | Votos     | %             | +/- | Deputados | +/- |
| ----------------------- | ------------------------- | --------- | ------------- | --- | --------- | --- |
|                         | Partido Socialista        | 453 116   | 35,8 / 100,0  | 7,7 | 21 / 56   | 4   |
|                         | Aliança Povo Unido        | 320 066   | 25,3 / 100,0  | 2,1 | 15 / 56   | 2   |
|                         | Partido Social Democrata  | 276 660   | 21,8 / 100,0  | -   | 13 / 56   | -   |
|                         | Centro Democrático Social | 148 379   | 11,7 / 100,0  | -   | 7 / 56    | -   |
|                         | UDP-PSR                   | 15 940    | 1,3 / 100,0   | 1,8 | 0 / 56    | 1   |
|                         | Outros                    | 27 528    | 2,2 / 100,0   |     | 0 / 56    |     |
| Votos inválidos         | Votos inválidos           | 25 908    | 2,0 / 100,0   | 0,3 |           |     |
| Total                   | Total                     | 1 267 597 | 100,0 / 100,0 |     | 56 / 56   |     |
| Eleitorado/Participação | Eleitorado/Participação   | 1 571 281 | 80,7 / 100,0  | 5,7 |           |     |

### 1980
Ver mais detalhes: Eleições legislativas portuguesas de 1980 no distrito de Lisboa
| Partidos                | Partidos                          | Votos     | %             | +/- | Deputados | +/-     |
| ----------------------- | --------------------------------- | --------- | ------------- | --- | --------- | ------- |
|                         | Aliança Democrática               | 548 892   | 41,6 / 100,0  | 1,7 | 25 / 56   | 1       |
|                         | Frente Republicana e Socialista   | 370 412   | 28,1 / 100,0  | 1,4 | 17 / 56   | 2       |
|                         | Aliança Povo Unido                | 304 693   | 23,1 / 100,0  | 2,9 | 13 / 56   | 3       |
|                         | União Democrática Popular         | 22 935    | 1,7 / 100,0   | 1,1 | 1 / 56    | Estável |
|                         | Partido Socialista Revolucionário | 17 416    | 1,3 / 100,0   | 0,9 | 0 / 56    | Estável |
|                         | Outros                            | 33 111    | 2,5 / 100,0   |     | 0 / 56    |         |
| Votos inválidos         | Votos inválidos                   | 22 865    | 1,7 / 100,0   | 0,4 |           |         |
| Total                   | Total                             | 1 320 324 | 100,0 / 100,0 |     | 56 / 56   |         |
| Eleitorado/Participação | Eleitorado/Participação           | 1 527 416 | 86,4 / 100,0  | 3,4 |           |         |

### 1979
Ver mais detalhes: Eleições legislativas portuguesas de 1979 no distrito de Lisboa
| Partidos                | Partidos                  | Votos     | %             | +/-  | Deputados | +/-     |
| ----------------------- | ------------------------- | --------- | ------------- | ---- | --------- | ------- |
|                         | Aliança Democrática       | 523 583   | 39,9 / 100,0  | 10,0 | 24 / 56   | 6       |
|                         | Aliança Povo Unido        | 341 658   | 26,0 / 100,0  | 4,2  | 16 / 56   | 2       |
|                         | Partido Socialista        | 339 032   | 25,8 / 100,0  | 12,5 | 15 / 56   | 10      |
|                         | União Democrática Popular | 36 388    | 2,8 / 100,0   | 0,2  | 1 / 56    | Estável |
|                         | Outros                    | 45 506    | 3,5 / 100,0   |      | 0 / 56    |         |
| Votos inválidos         | Votos inválidos           | 27 205    | 2,1 / 100,0   | 1,3  |           |         |
| Total                   | Total                     | 1 313 372 | 100,0 / 100,0 |      | 56 / 56   | 2       |
| Eleitorado/Participação | Eleitorado/Participação   | 1 495 234 | 87,8 / 100,0  | 4,1  |           |         |

### 1976
Ver mais detalhes: Eleições legislativas portuguesas de 1976 no distrito de Lisboa
| Partidos                | Partidos                    | Votos     | %             | +/-  | Deputados | +/-     |
| ----------------------- | --------------------------- | --------- | ------------- | ---- | --------- | ------- |
|                         | Partido Socialista          | 458 713   | 38,3 / 100,0  | 7,7  | 25 / 58   | 4       |
|                         | Partido Comunista Português | 260 554   | 21,8 / 100,0  | 2,9  | 14 / 58   | 3       |
|                         | Partido Popular Democrático | 196 031   | 16,4 / 100,0  | 1,4  | 10 / 58   | 1       |
|                         | Centro Democrático Social   | 157 554   | 13,2 / 100,0  | 8,4  | 8 / 58    | 5       |
|                         | União Democrática Popular   | 31 409    | 2,6 / 100,0   | 0,9  | 1 / 58    | Estável |
|                         | MRPP                        | 14 372    | 1,2 / 100,0   | Novo | 0 / 58    | Novo    |
|                         | Outros                      | 37 972    | 3,2 / 100,0   |      | 0 / 58    |         |
| Votos inválidos         | Votos inválidos             | 41 184    | 3,4 / 100,0   | 2,3  |           |         |
| Total                   | Total                       | 1 197 789 | 100,0 / 100,0 |      | 58 / 58   | 3       |
| Eleitorado/Participação | Eleitorado/Participação     | 1 431 819 | 83,7 / 100,0  | 8,0  |           |         |